# Team Budget Forklifts/Saison 2012
Dieser Artikel listet Erfolge und Fahrer des Radsportteams Team Budget Forklifts in der Saison 2012 auf.

## Zugänge – Abgänge
| Zugänge        | Team 2011                | Abgänge          | Team 2012 |
| -------------- | ------------------------ | ---------------- | --------- |
| Sam Witmitz    | LeTua Cycling Team       | Michael England  | Unbekannt |
| Mark O’Brien   | SP Tableware             | Chris Jongewaard | Unbekannt |
| Shaun McCarthy | Ride Sport Racing (2009) | Ryan MacAnally   | Unbekannt |
| Marc Williams  | MG XPower-Bigpond (2005) | Darcy Roselund   | Unbekannt |
| Peter Loft     | Neoprofi                 |                  |           |
| Luke Ockerby   | Neoprofi                 |                  |           |

## Mannschaft
| Name              | Geburtstag         | Nationalität |
| ----------------- | ------------------ | ------------ |
| Michael Cupitt    | 20. März 1982      | Australien   |
| Luke Davison      | 8. Mai 1990        | Australien   |
| Peter John Herzig | 8. Juni 1978       | Australien   |
| Peter Loft        | 5. November 1991   | Australien   |
| Shaun McCarthy    | 11. April 1986     | Australien   |
| Brian McLeod      | 7. September 1990  | Australien   |
| Mark O’Brien      | 16. September 1987 | Australien   |
| Luke Ockerby      | 17. Mai 1992       | Australien   |
| Jason Spencer     | 28. Mai 1988       | Australien   |
| Marc Williams     | 10. Mai 1984       | Australien   |
| Blair Windsor     | 29. Mai 1989       | Australien   |
| Sam Witmitz       | 17. März 1985      | Australien   |